# NetWare Core Protocol
NetWare Core Protocol (NCP) — мережевий протокол, який використовується в деяких продуктах від Novell, є надбудовою над протоколом IPX або TCP/IP і використовується для організації обміну між робочою станцією і файловим сервером. В основному NCP пов'язаний і використовується в операційній системі NetWare, але його частини були реалізовані на інші платформи, такі як Linux, Windows NT і Unix.

## Опис
Протокол використовується для доступу до файлів, служби друку, служби каталогу, синхронізації годинників, обміну повідомленнями, віддаленого виконання команд та інших функцій мережевих послуг для організації обміну між робочою станцією і файловим сервером. Novell eDirectory використовує NCP для синхронізації змін даних між серверами в дереві служби каталогів.

## Принцип роботи
Протокол NCP реалізований в NetWare 3.х на системному рівні. У NetWare 4.х пропонується API-інтерфейс NCP Extension для звернення до протоколу NCP із прикладних програм на робочих станціях і з розроблюваних NLM-модулів. Для обміну даними між програмами по протоколу NCP використовуються пакети IPX з номером сокета 0х0451 і типом пакета 17.
Зв'язок між робочою станцією і файловим сервером, які використовують API-інтерфейс до протоколу NCP, зазвичай організовується за наступною схемою:
- NLM-модуль реєструє якусь свою функцію як розширення NCP;
- Програма на робочій станції або файловому сервері зв'язується з NetWare і отримує необхідний ідентифікатор розширення NCP;
- Програма на робочій станції або файловому сервері використовує зареєстровану функцію NLM-модуля як віддалену процедуру, передаючи їй вихідні дані і отримуючи результати обробки.

## Серверні реалізації
- Novell Open Enterprise Server
- Novell NetWare
- NAS